# 小千谷警察署

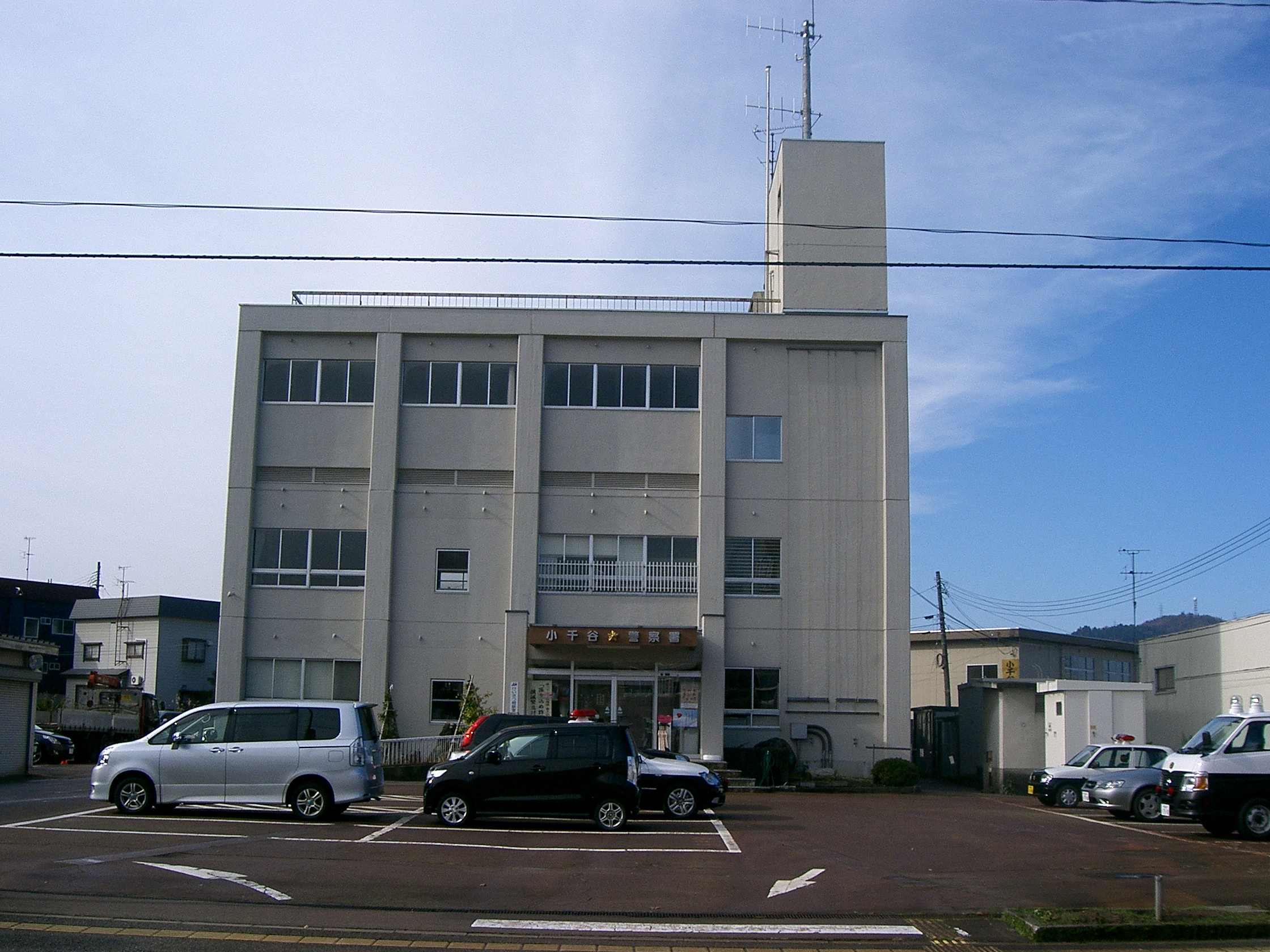
小千谷警察署

小千谷警察署（おぢやけいさつしょ）は、新潟県警察が管轄する警察署の一つである。

## 管轄区域
- 小千谷市
- 長岡市川口地区（旧川口町）

## 所在地
- 新潟県小千谷市城内3丁目1-5

## 沿革
- 1886年（明治19年）：長岡警察署の分署から独立し小千谷警察署となる
- 1948年（昭和23年）：小千谷町警察署と片貝警察署となる
- 1954年（昭和29年）：小千谷警察署となる
- 1974年（昭和49年）：現庁舎完成

## 組織
- 警務課
- 会計課
- 生活安全課
- 地域課
- 刑事課
- 交通課
- 警備課

## 交番

### 小千谷市
- 小千谷駅交番（小千谷市東栄1丁目1-1）

### 長岡市
- 川口交番（長岡市東川口624-1）

## 駐在所

### 小千谷市
- 吉谷駐在所（小千谷市大字西吉谷甲551-1）
- 山辺駐在所（小千谷市大字上片貝689）
- 真人駐在所（小千谷市真人町甲593）
- 岩沢駐在所（小千谷市大字岩沢894-1）
- 片貝駐在所（小千谷市片貝町6135）
- 小粟田駐在所（小千谷市大字小粟田965-2）